# Chemin Vert (Boulogne-sur-Mer)
Pour les articles homonymes, voir Chemin vert.
Le Chemin Vert est un quartier de la ville de Boulogne-sur-Mer.
Quartier densément peuplé situé au nord de la commune, il doit son véritable essor aux grands ensembles de l’après-guerre. Il s'agit d'un quartier défavorisé, aujourd'hui classé quartier prioritaire.

## Situation
Le quartier du Chemin Vert se situe sur une colline au nord de la commune de Boulogne-sur-Mer, entouré par les quartiers de Beaurepaire, Gambetta, Saint-Pierre et le sud des communes de Wimille et Wimereux.
Le Chemin Vert est constitué de plusieurs secteurs fortement caractérisés par leurs dates de construction, la typologie des immeubles collectifs et composition urbaine : Transition, Triennal et Aiglon.
Par sa situation géographique, le quartier est relativement coupé du centre-ville de Boulogne, auquel seules deux voies, situées en extrémité Est et Ouest du quartier, le relient : la rue de la Colonne et la rue du Camp de Droite.

## Histoire

### Le Chemin Vert avant sa construction
Jusqu'au XIXe siècle, le Chemin Vert était un vaste espace rural inhabité, qui dominait la mer. Napoléon Bonaparte y
a notamment installé les troupes et la poudrière du Camp de Boulogne.
Pendant l'entre-deux-guerres, quelques aménagements urbains commencent à faire leur apparition dans le quartier, notamment des voies qui le relie au reste de la ville.

### Développement du quartier après la guerre
Boulogne est fortement touchée par la Seconde Guerre mondiale et lance un important plan de reconstruction. Dans le quartier, une première série d'immeubles est programmée pour accueillir provisoirement les habitants sinistrés. Le secteur de Transition est ainsi construit dans les années 1950. 
Le territoire du Chemin Vert s'impose comme le seul secteur autorisant encore l'extension de la ville. Les secteurs de Triennal et de l'Aiglon sont ainsi construits respectivement de 1967 à 1969 et en 1974.
Le développement du quartier s'accompagne de la construction d'écoles, de commerces et d'une église, l'Église Saint-Patrick. 

### Rénovation urbaine du quartier
Dans les années 1980, les immeubles d’habitation collectifs du Chemin Vert font l’objet d’une première réhabilitation dans le cadre du "Palulos".
À la fin du XXe siècle, le constat est alarmant : les bâtiments délabrés et vieillissants, construits dans un contexte d'urgence, et la situation économique du quartier nécessitent un programme de grande ampleur. 
En 2004, l'ANRU signe un programme de rénovation du secteur de Transition de 130 millions d'euros. Des immeubles sont entièrement détruits puis reconstruits. La rénovation s'accompagne par la construction de nouveaux logements, commerces et autres équipements publics. Dans un souci de relance économique du quartier, les travaux de construction et d’aménagement ont été confiés, pour la plupart, à des entreprises locales qui ont embauché, au titre de la clause d’insertion, des jeunes du quartier.
Fin 2014, la rénovation du secteur de Transition est quasiment terminée et la société Sopra-Steria, l'un des plus grands groupes d'informatique européen, annonce son implantation dans ce secteur. Dans le même temps, un nouveau programme de rénovation est signé pour 119 millions d'euros dans le cadre de l'ANRU II, cette fois-ci concernant les secteurs de Triennal et de l'Aiglon. Contrairement à la rénovation de Transition, à peine un quart des logements seront détruits, les autres seront simplement réhabilités.

## Économie et vie locale

### Situation économique
Le Chemin Vert est un quartier défavorisé de Boulogne. Il est classé quartier prioritaire sur une surface 25 hectares avec 4 383 habitants en 2018.
En 2009, le revenu médian par unité de consommation est de 6 008 € et 47,5 % des habitants de la ZUS sont considérés comme étant à bas revenus. En 1999, 47,6 % des habitants de la zone sont au chômage, 56,4 % n'ont pas de diplôme et 81,2 % sont locatifs HLM.

### Sécurité
En 2012, les phénomènes de délinquance et d'incivilités font placer le quartier en zone de sécurité prioritaire par les ministères de l'Intérieur et de la Justice.

### Éducation
Le quartier abrite plusieurs écoles :
- École primaire publique François Arago
- École primaire publique Deseille
- École primaire publique Louis Blanc
- École maternelle publique Victor Duruy
- École maternelle publique Fabre d'Eglantine
- École maternelle publique Condorcet

Le collège Langevin se trouve à proximité du Chemin Vert.

### Lieux et monuments
- Place d'Argentine
- Église Saint-Patrick

### Culture
- Salle de spectacles Le Carré Sam
- Médiathèque du Chemin Vert.

## Célébrités liées au quartier

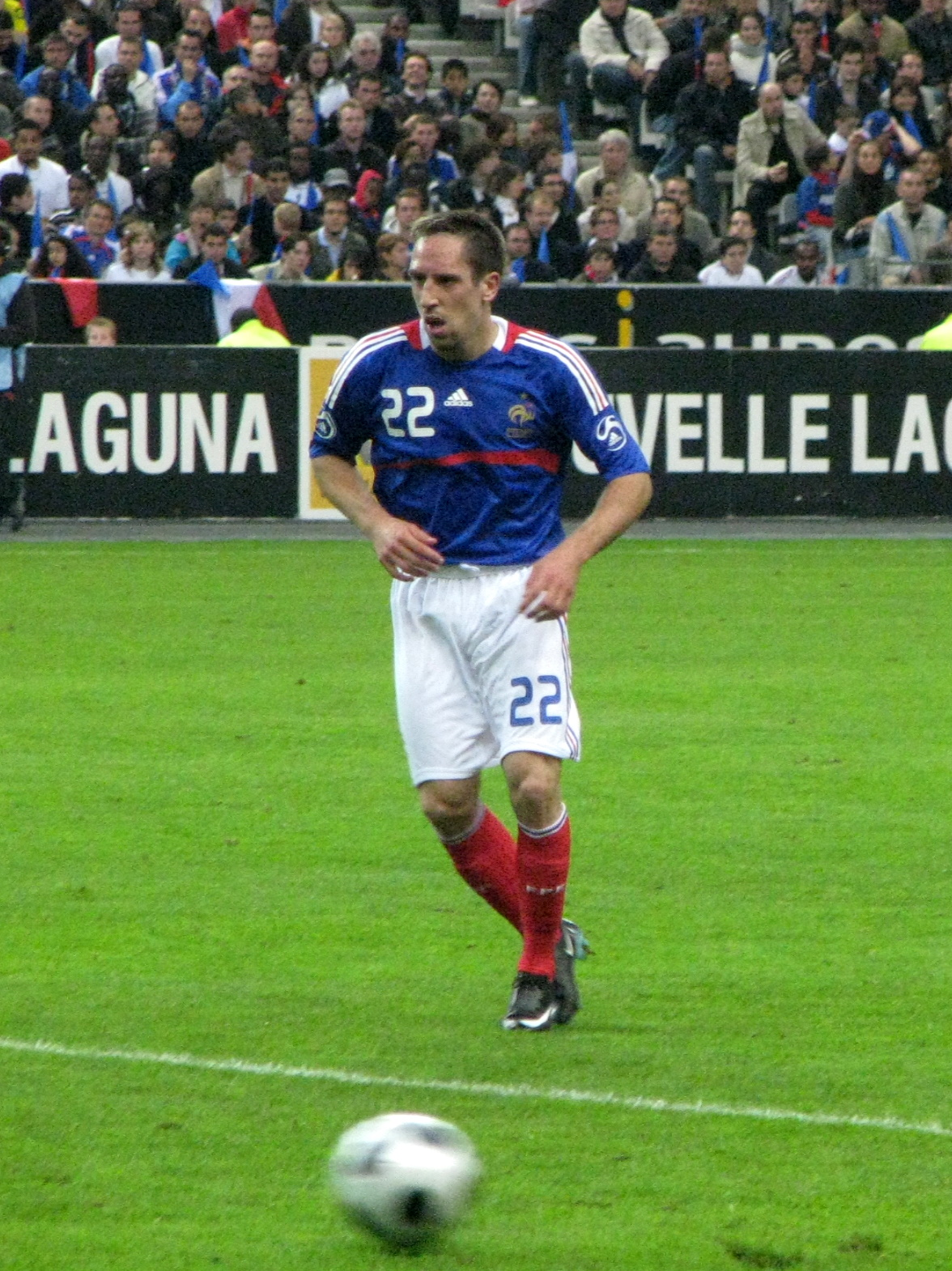
Franck Ribéry sous les couleurs de l'équipe de France de football est natif du Chemin Vert.

- Franck Ribéry, né en 1983 au Chemin Vert, footballeur professionnel, vice-champion du monde 2006 avec l'Equipe de France, footballeur de l'année en France en 2007 et 2008 et en Allemagne en 2008[11].
- Jimmy Gressier, né le 4 mai 1997 à Boulogne-sur-Mer. L'athlète français, spécialiste des épreuves d'endurance et détenteur du record d'Europe du 5 km sur route, a grandi dans le quartier du Chemin Vert avec ses cinq frères et sœurs. Il a pour modèle Franck Ribéry qui a grandi dans le même quartier[12].

## Exposition médiatique
Le Chemin vert est régulièrement pointé du doigt pour la pauvreté de ses habitants et son insécurité dans des reportages et des magazines d'information.
Le quartier est également visible dans de nombreux reportages liés à la vie du footballeur Franck Ribéry.
Le 16 décembre 2014, le président François Hollande, en visite à Boulogne-sur-Mer, prend le quartier comme exemple pour lancer le programme de rénovation ANRU II dans environ 200 quartiers de France, ceci sous l’œil de la presse et de la télévision nationale.

## Sources et références
1. 1 2  Le projet de rénovation urbaine sur www.ville-boulogne-sur-mer.fr, consulté le 25 février 2013
2. 1 2  ZUS Chemin Vert - Zone urbaine sensible de la commune Boulogne-sur-Mer sur le site officiel du syndicat général du comité interministériel des villes
3. 1 2  Un quartier issu de la reconstruction sur www.ville-boulogne-sur-mer.fr, consulté le 25 février 2013
4. 1 2 3  [PDF]Laissez-vous conter le Chemin Vert sur www.ville-boulogne-sur-mer.fr, consulté le 25 février 2013
5. 1 2  La renaissance du quartier sur www.ville-boulogne-sur-mer.fr, consulté le 25 février 2013
6. ↑  Un tremplin vers l'emploi sur www.ville-boulogne-sur-mer.fr, consulté le 25 février 2013
7. ↑  Bertrand Spiers, Boulogne : l’arrivée d’ingénieurs va-t-elle tirer le Chemin-Vert vers le haut ? dans La Voix du Nord, le 16 décembre 2015
8. ↑  Olivier Merlin, Boulogne: la rénovation de Triennal et de l’Aiglon peut commencer dans La Voix du Nord, le 16 décembre 2014
9. ↑  Quartier Prioritaire : Chemin Vert sur sig.ville.gouv.fr
10. ↑  Boulogne : le Chemin Vert, Marlborough et Beaurepaire placés en zones de sécurité prioritaires dans La Semaine dans le Boulonnais, le 15 novembre 2012
11. ↑  Tonino Serafini, « Franck Ribéry, le roi de cité », sur Libération (consulté le 23 juin 2025)
12. ↑  AD D, « « C’est lui qui m’a donné envie de sortir du quartier » : le bel hommage rendu par Jimmy Gressier à Franck Ribéry », sur La Voix du Nord, 14 avril 2025 (consulté le 23 juin 2025)
13. ↑  Hollande à Boulogne-sur-Mer: l'économie au service de la cité sur le site de RFI, le 16 décembre 2014